# Hermann von Detten
Hermann Arnold Julius Chrstioph Ferdinand Maria von Detten (* 30. Mai 1879 in Hamm; † 19. Januar 1954 Natingen) war ein deutscher Gutsbesitzer und Ministerialbeamter.

## Leben

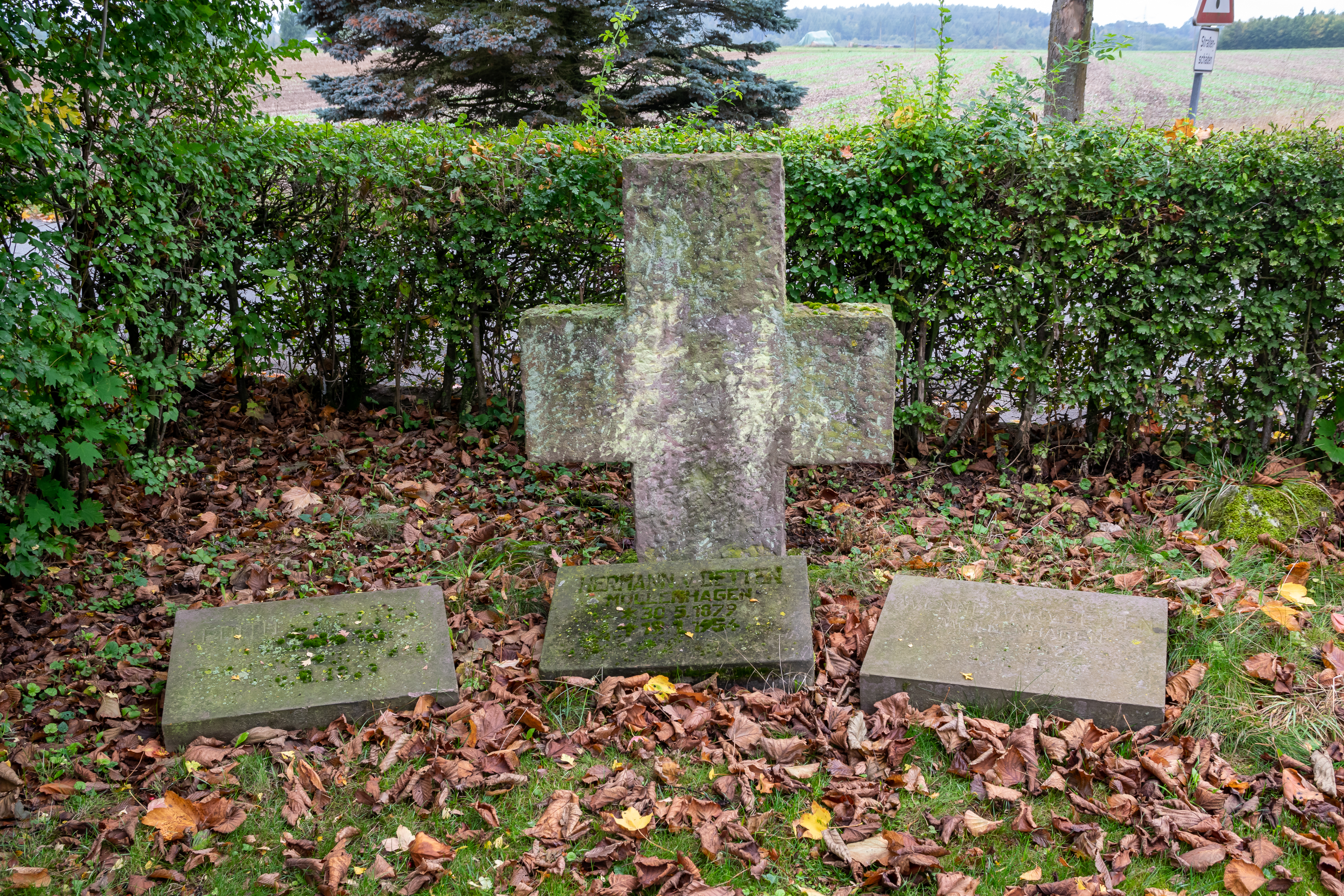
Kreuz und Gedenksteine für Edith, Hermann und Wennemar von Detten in Natingen

Hermann von Detten war ein Sohn des Juristen und Zentrumspolitikers Georg von Detten und seiner Ehefrau Maria, geborene von Morsey (* 1874). Sein jüngerer Bruder war der spätere NSDAP-Politiker und SA-Führer Georg von Detten.
Nach dem Schulbesuch trat Detten am 2. Oktober 1898 in das Infanterie-Regiment „Herwarth von Bittenfeld“ (1. Westfälisches) Nr. 13 der Preußischen Armee ein und avancierte bis Ende Januar 1900 zum Leutnant. Vom 1. Oktober 1904 ab war er bis auf weiteres zur Dienstleistung beim I. Seebataillon kommandiert und trat am 24. April 1905 mit der Versetzung in diesen Verband in die Kaiserliche Marine über. Ende August 1907 folgte seine Versetzung zum III. Stamm-Seebataillon, bevor er zwei Monate später beim III. Seebataillon in Tsingtau seinen Dienst versah. Dort stieg Detten Mitte Oktober 1909 zum Oberleutnant auf, war ab 1910 Bataillonsadjutant und wurde Mitte Juni 1912 wieder in das III. Stamm-Seebataillon nach Deutschland zurückversetzt. Zum 30. September 1912 schied Detten aus der Marine aus und wurde im 5. Garde-Regiment zu Fuß wieder in der Preußischen Armee angestellt. Am 27. Januar 1913 wurde er zur Dienstleistung als persönlicher Adjutant des Fürsten Wilhelm von Hohenzollern kommandiert und in dieser Eigenschaft Anfang Oktober 1913 zum Hauptmann befördert.
Nach Ausbruch des Ersten Weltkriegs kam Detten am 8. August 1914 als Kompaniechef in das 1. Badische Leib-Grenadier-Regiment Nr. 109, nahm an den Kämpfen an der Westfront teil, bis er Ende des Monats bei Bruderdorf verwundet wurde. Nach Lazarettaufenthalt und Gesundung war er als Adjutant beim Generalkommando des XIV. Armee-Korps tätig. 1918 nahm er seinen Abschied als Major. Anschließend zog er als Verwalter auf das Jagdschloss der Sigmaringer Hohenzollern in Krauchenwies. Um 1930 ließ er sich als Gutsbesitzer in Möllenhagen in Mecklenburg nieder. Außerdem amtierte er zu dieser Zeit als Pressereferent des Deutschen Offiziersbundes.
Zum 1. Mai 1933 trat Detten in die NSDAP ein (Mitgliedsnummer 2.641.129). Im selben Jahr gründete er zusammen mit Franz von Papen die Arbeitsgemeinschaft Katholischer Deutscher (AKD), deren Leitung er zusammen mit Hans Dauser und Rudolf zur Bonsen übernahm. Im Februar 1934 wurde Detten, bei gleichzeitigem Ausscheiden aus der AKD, von Rudolf Heß als dem Chef der Parteiorganisation der NSDAP zum Leiter der neugegründeten „Abteilung für kulturellen Frieden“ (z. T. firmierte sie auch als „Ausgleichsstelle für kulturellen Frieden“) in der Reichsleitung der NSDAP berufen. Aufgabe dieser Stelle war es, die Parteigliederung der NSDAP in Kirchenangelegenheiten zu beraten und alle mit den Kirchen zusammenhängenden Fragen zu bearbeiten. Insbesondere sollte die Abteilung Sorge tragen, religiöse Konflikte innerhalb einer der beiden großen Kirchen, der Kirchen untereinander und der Kirchen mit staatlichen Stellen zur Wahrung des gesellschaftlichen Lebens bzw. der „völkischen Einheit“ zu schlichten und beizulegen. Hintergrund der Berufung Dettens in diese Stellung war wahrscheinlich, dass er sich mit seinen Satzungsvorschlägen für den Bund Kreuz und Adler, der Nachfolgeorganisation der AKD, als Vermittler zwischen den Konfessionen profiliert hatte. Neben seiner Tätigkeit in der Reichsleitung der NSDAP fungierte er außerdem als Generalinspizient der Landschullager in Preußen.
Nach der Auflösung der Abteilung für den kulturellen Frieden wurde Detten als wichtigster Mitarbeiter von Minister Hanns Kerrl in das Reichsministerium für die Kirchlichen Angelegenheiten berufen, wo er von Juli 1935 bis Juli 1936 als Ministerialdirektor tätig war. Aus politischen Gründen wurde er 1936 nach der Berufung von Hermann Muhs zum Staatssekretär beurlaubt und 1937 in den einstweiligen Ruhestand versetzt.

## Familie
Detten war seit dem 30. Januar 1919 mit Edith Kipke (* 1898) verheiratet. Aus der Ehe gingen die Töchter Adelgunde (* 1920), Editha-Margarethe (* 1923) und Hella (* 1934) sowie die Söhne Johann (* 1922), Hermann-Georg (* 1914), Friedrich (* 1926), und Rüder (* 1942) hervor.